# Mitothemma angulipennis
Mitothemma angulipennis är en fjärilsart som beskrevs av Butler 1883. Mitothemma angulipennis ingår i släktet Mitothemma och familjen nattflyn. Inga underarter finns listade i Catalogue of Life.